# Liste der Kulturdenkmäler in Metzenhausen
In der Liste der Kulturdenkmäler in Metzenhausen sind alle Kulturdenkmäler der rheinland-pfälzischen Ortsgemeinde Metzenhausen aufgeführt. Grundlage ist die Denkmalliste des Landes Rheinland-Pfalz (Stand: 27. Oktober 2023).

## Einzeldenkmäler
| Bezeichnung                          | Lage                                    | Baujahr                            | Beschreibung | Bild                           |
| ------------------------------------ | --------------------------------------- | ---------------------------------- | --- | ------------------------------ |
| Wohnhaus                             | Backesweg 2 Lage                        | 18. Jahrhundert                    | Fachwerkhaus, teilweise massiv und verschiefert, 18. Jahrhundert, Scheune 20. Jahrhundert; bauliche Gesamtanlage                                                                       | BW                             |
| Katholische Kirche Mariä Himmelfahrt | Hauptstraße Lage                        | 16. Jahrhundert                    | spätgotischer Saalbau, im Kern aus dem 16. Jahrhundert, Umbau des Schiffs wohl im 17. Jahrhundert, umfangreiche Reparatur 1829–31, Sakristei, 1854; bauliche Gesamtanlage mit Friedhof | weitere Bilder Fotos hochladen |
| Heerehaus                            | Mühlenweg 2 Lage                        | Anfang des 18. Jahrhunderts        | Mansardwalmdachbau, Anfang des 18. Jahrhunderts | BW                             |
| Brühltaler Mühle                     | nordwestlich des Ortes im Brühltal Lage | zweite Hälfte des 19. Jahrhunderts | kleine Wassermühle mit kompletter Mühlentechnik, zweite Hälfte des 19. Jahrhunderts | BW                             |